# Thomsoniet

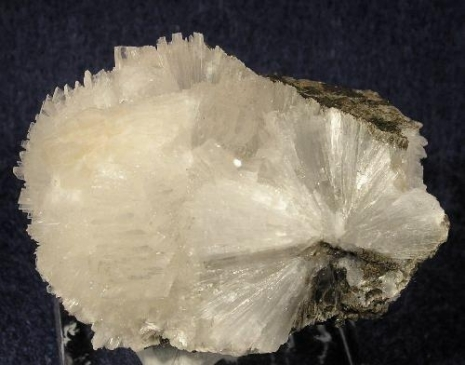
Thomsoniet-Ca

Thomsoniet is de naam voor een kleine groep van tectosilicaten uit de zeolietgroep. Voor 1997 was thomsoniet één type mineraal, maar na een reclassificatie werd duidelijk dat het mineraal als twee variëteiten kan voorkomen: als thomsoniet-Ca en als thomsoniet-Sr. Het eerste is het meest voorkomende, het tweede is minder frequent aanwezig in de aardbodem.